# Лукинский, Фёдор Вячеславович
Фёдор Вячеславович Лукинский (род. 12 мая 1976, Москва) — российский хоккеист, защитник. Мастер спорта России (1999).

## Биография
Воспитанник московского «Спартака», провёл за команду пять сезонов (1993/94 — 1997/98) в МХЛ и РХЛ. Затем выступал за команды «Витязь» Подольск (1998/99), «Крылья Советов» (1999/2000), МГУ / «МГУ-Пингвины» (2000/01 — 2002/03), «Десна» Брянск (2002/03), «Велком» Истра (2003/0 4 — 2004/05), «Дмитров» (2004/0 5 — 2005/06), «Дмитров-2» (2005/06 — 2006/07).
Серебряный призёр юниорского чемпионата Европы 1997 года.
Окончил РГУФКСМИТ (1998). Тренер в хоккейной школе «Спорт-центр» / «Центр» (Москва).